# Carson Robison
Carson Jay Robison (* 4. August 1890 in Oswego, Labette County, Kansas; † 24. März 1957 in Pleasant Valley, New York) war ein US-amerikanischer Old-Time- und Country-Musiker. Robison ist auf zahlreichen Aufnahmen anderer Musiker als Gitarrist, Mundharmonika-Spieler und Pfeifer („Whistler“) zu hören – nahm gleichzeitig aber eine ebenso große Anzahl an eigenen Platten auf.
Robison startete seine Schallplattenkarriere Mitte der 1920er-Jahre als Begleitmusiker von Vernon Dalhart und konnte ab Ende der 1920er-Jahre auch mit Solo-Aufnahmen, vor allem aber als Duett-Partner von Frank Luther aufwarten. In den 1930er-Jahren gründete Robison dann seine erste eigene Band, konnte aber erst während des Zweiten Weltkrieges nationale Hits wie Turkey In the Straw, Remember Pearl Harbor oder Mussolini’s Letter to Hitler verzeichnen.

## Leben

### Kindheit und Jugend
Carson Robison wurde 1890 in Oswego, Kansas, geboren; seine Familie zog später nach Chetopa, wo Robison den größten Teil seiner Kindheit verbrachte. Sein Vater arbeitete als Cowboy und war ein preisgekrönter Fiddler – Carsons Mutter Sängerin und Pianistin. Auch sein Onkel spielte Fiddle, zuweilen auch mit seinem Vater auf Barn Dances. Robison selbst spielte bereits mit 14 Jahren professionell Gitarre und erlernte in seiner Jugend weitere Instrumente. Zur selben Zeit schrieb er seinen ersten eigenen Song, den er Anthem nannte. Ein Jahr später begann er, in Bands zu spielen und verdiente sich sein Geld mit Musik.

### Karriere

#### Anfänge
1920 zog Robison nach Kansas City, um sich dort als professioneller Entertainer zu versuchen. Er spielte in verschiedenen Bands und etablierte sich dort als eine feste Größe im Unterhaltungsbereich; vor allem in Vaudeville- und Minstrel-Shows. Robison begann zudem als einer der ersten Old-Time-Musiker, das Medium des Radios für sich zu nutzen und war regelmäßig auf WDAF in Kansas City zu hören. Auch sein Pfeifen, genannt „Whistling“, war damals ausgeprägt; auf besondere Weise konnte er zwei Töne in Harmonie pfeifen.

#### Erfolge als Old-Timer

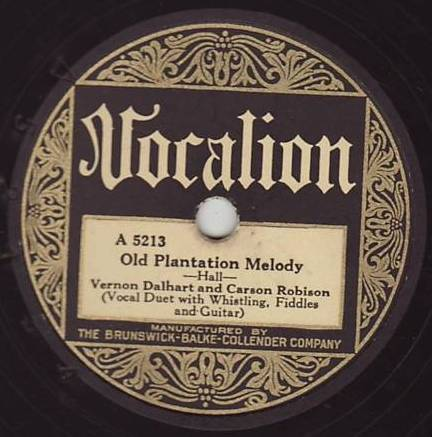
Old Plantation Melody, 1927 (mit Vernon Dalhart)

Als seine Popularität im mittleren Westen weiterhin stieg, zog Robison 1924 nach New York City. Kurz zuvor hatte er einige Zeit in Chicago gewohnt, wo er bei Wendell Hall untergekommen war. Bereits zwei Tage nach seiner Ankunft in New York spielte Robison den Direktoren des Major-Labels Victor Records vor und erhielt sofort einen Plattenvertrag. Noch im selben Jahr traf er den ehemaligen Operetten-Sänger Vernon Dalhart, mit dem er sich zu einem professionellen Duo zusammen tat, das sich dem aufkommenden Trend der Old-Time Music anschloss. Robison begleitete Dalhart bei der Aufnahme von Henry Whitters The Wreck of the '97 auf der Gitarre. Die Single wurde ein großer Erfolg und gilt als erster Millionenseller der Country-Musik. Im November 1924 war Robison Gast in Wendell Halls Radioshow Everyday Hour und begann auch mit Hall Duette einzuspielen. Ihre erste gemeinsame Single wurde Song Birds of Georgia, noch im selben Jahr veröffentlicht.
Robison erfuhr durch die musikalischen Partnerschaften mit Dalhart und Hall als Musiker und vor allem auch als Songschreiber viel Erfolg. Während Hall und Robison talentierte Komponisten waren, war Dalhart auf die Titel anderer angewiesen und nahm Robisons Kompositionen zu Hunderten auf. Mit Hall und Dalhart ging Robison in den Jahren ihrer Partnerschaft auch auf Tournee. Victor nutzte ihn auch häufig als Hintergrundmusiker bei Sessions anderer Künstler wie zum Beispiel Gene Austin, Frank Crumit, Roy Smeck, Henry Burr, Aileen Stanley, Fiddlin’ Powers and Family, Kelly Harrell, Buell Kazee und später auch Gene Autry.
Robison spielte als Komponist eine ebenso große Rolle wie als Interpret oder Hintergrundmusiker. Viele der populären 1920er-Hillbillsongs wie Blue Ridge Mountain Blues, Wreck of the Number Nine, Little Green Valley oder Carry Me Back to the Lone Prairie stammten aus seiner Feder. Seinen ersten populären Song schrieb Robison mit Way Out West in Kansas. Ähnlich wie Blind Andy Jenkins, Charlie Oaks und Bob Miller spezialisierte er sich auf sogenannte „event-songs“, die aktuelle Geschehnisse berichteten und kommentierten. Meistens ging es um Zugunglücke, Minenexplosionen, Morde oder Überfälle, die Robison in den Zeitungen las. Beim Komponieren ging er immer nach einem bestimmten Schema vor. Der Song begann in fröhlicher Stimmung, endete dann in der Tragödie. Die letzte Strophe zog dann eine Schlussfolgerung und die Moral – es ist aber unklar, ob diese wirklich Robisons Gedanken widerspiegelten oder dem Geschmack des Publikums angepasst waren.
1928 verließ Robison Dalharts Band mit einem letzten gemeinsamen Hit, My Blue Ridge Mountain Home. Robison äußerte sich selbst später zu der Trennung wie folgt: „[Dalhart was] a very difficult to get along with. From the time I knew him until we split up, he had a continual chip on his shoulder.“ Laut Robison hatte er zwei Gründe, die erfolgreiche Zusammenarbeit mit Dalhart zu beenden. Zum einen wollte er nicht, dass Dalhart weiterhin einen großzügigen Teil der Tantiemen bekam. Zum anderen wechselte Dalhart den Fiddler Murray Kellner einfach durch Adeline Hood in seiner Band aus, ohne Robison oder Kellner davon zu unterrichten.
Obwohl weder Dalhart noch Robison die Trennung in kommerzieller Hinsicht gut tat, spielten beide weiterhin Platten ein. Robison formte 1928 das Carson Robison Trio, das neben Robison aus den Brüdern Frank Luther (Crow) und Phil Crow bestand. Für die Labels der American Record Corporation und einige andere Major-Labels wurden zahlreiche Platten eingespielt, von denen aber keine – bedingt durch die Weltwirtschaftskrise ab 1929 – ein Millionenseller wurde. Trotzdem hatte Robison in dieser Zeit eine Reihe von Hits, erwähnenswert ist hier When The Bloom is on the Sage für Victor aus dem Jahre 1930. Mit Luther spielte Robison auch unter dem Pseudonym Bud & Joe Billings Platten ein und trat mit ihm regelmäßig bei WOR in New York City auf. Im Gegensatz zu anderen zeitgenössischen Old-Time-Musikern betrieb Robison die Musik als Beruf. Seine Schallplattenkarriere war auf einer professionellen Basis aufgebaut, sodass eine riesige Anzahl an „Hillbilly-styled“ Aufnahmen, teilweise mit Stereotypen versehen, zusammenkam.

#### Mit den Pioneers

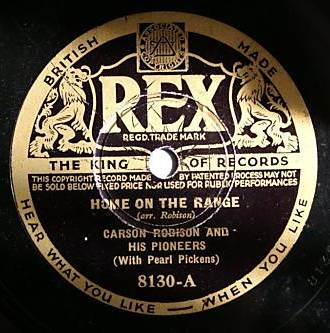
Home on the Range, UK-Veröffentlichung bei Rex Records

1931 trennte Robison sich von Luther und gründete die Pioneers, die aus John und Bill Mitchell, Frank Novak und Pearl Pickens bestanden. 1932 reisten Robison und die Pioneers nach Großbritannien, wo sie eine Tournee veranstalteten und zahlreiche Sessions für britische Labels abhielten. Robison und die Pioneers waren damit die erste Old-Time-/Country-Gruppe, die in Großbritannien auftraten.
1933 legte Robison eine Studio-Pause ein, aber bereits ein Jahr später, am 18. Oktober 1934, nahm er für Conqueror Records und Banner Records (ARC-Labels) vier neue Songs auf. Inzwischen hatten sich die Pioneers in The Buckaroos umbenannt.
Die 1930er-Jahre waren vor allem von Tourneen und regelmäßigen Radioauftritten – auch im NBC Radio – geprägt, da sich das Plattengeschäft aufgrund der Depression und der daraus resultierenden schlechten Lage für Schallplatten nicht als lukrativ erwies. Trotzdem wurden weiterhin Sessions eingespielt. Seit den frühen 1930er-Jahren hatte Robison seinen Klang verändert; er war mit den Modeströmungen innerhalb der ländlichen Musik gegangen und adaptierte das Image des „cowboy singers“ mit den typischen Kostümen, aber auch in seiner Musik. Das Repertoire bestimmte nun Western Music und romantisch verklärte Cowboy-Songs, es wurden Kontrabass und Akkordeon hinzugefügt, wodurch ein vollerer Klang erreicht wurde. Einen internationalen Erfolg erlangte die Gruppe 1936 mit There Is a Bridle Hanging on the Wall.
1936 und 1939 besuchte Robison mit den Buckeroos erneut England, Schottland und Irland, wo er in London wieder Platten aufnahm. Laut seinem Sohn schenkte Robison auf einem seiner England-Besuche der Queen ein Paar Cowboy-Stiefel, die sie nach dem Konzert stolz anzog und zeigte. Robisons spielte vorher auch für King George.

#### Hits

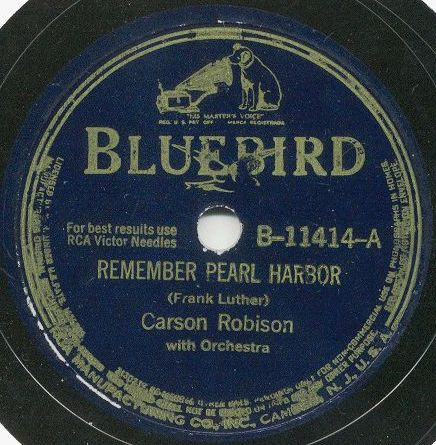
Remember Pearl Harbor, 1942

1942 hatte Robison seit langem wieder einen großen Hit. Mit dem alten Novelty-Song Turkey in the Straw konnte er hohe Verkäufe erzielen und bereits im selben Jahr konnte er mit Frank Luthers Remember Pearl Harbor einen weiteren Hit verzeichnen. Der Song beschäftigte sich mit den Angriff der Japaner auf den US-Luftwaffenstützpunkt Pearl Harbor auf Hawaii vom Dezember 1941, der den Eintritt der USA in den Zweiten Weltkrieg nach sich zog.
In den folgenden Jahren konnte Carson mit patriotischen, bis zum Nationalismus neigenden, Stücken immer wieder Erfolge feiern, wie zum Beispiel We’re Gonna Slap the Dirty Little Jap und eine Reihe von Brief-Songs wie Mussolini’s Letter to Hitler (1942) und Herohito’s Letter to Hitler.

#### Spätere Karriere
1943 hatte er mit The Old Grey Mare Is Back Where She Used to Be bei Bluebird Records einen weiteren Hit. Die 1940er-Jahre waren Robisons – zumindest in kommerzieller Sicht – erfolgreichste Zeiten. Mitte der 1940er-Jahre gründete Robison seine neue Hintergrundband, die Pleasant Valley Boys und unterzeichnete 1947 einen langjährigen exklusiven Plattenvertrag mit MGM Records.
Gleich im nächsten Jahr konnte Robison mit Life Gits Tee-Jus, Don’t It? einen Platz in den neuen Billboard Country-Charts belegen. Es war sein letzter großer Hit. In den späten 1940er- und frühen 1950er-Jahren gehörte Robison dem Ensemble der Grand Ole Opry auf WSM aus Nashville an, der erfolgreichsten Country-Show der USA. Obwohl er weiterhin Platten einspielte, waren ihm Hits vergönnt.
1956 nahm Robison für MGM den Rockabilly-Song Rockin' and Rollin' with Grandmaw auf. Somit war Robison einer der wenigen Musiker, die mit Old-Time Music starteten und dann über die Country-Musik schließlich zum Rockabilly kamen.
Carson Robison starb 1957 im Alter von 67 Jahren in Pleasant Valley, New York. Er wurde 1971 in die Country Music Hall of Fame aufgenommen und trotz seiner enormen Verdienste um die Country-Musik, erhält er bis heute nicht die große Bekanntheit und Anerkennung, wie seine Zeitgenossen aus den 1920er-, 1930er- oder 1940er-Jahren.

## Diskografie
Diskografie ist nicht vollständig. ARC-Aufnahmen wurden generell auf einer Vielzahl von Labels veröffentlicht, von denen nicht alle aufgelistet werden.

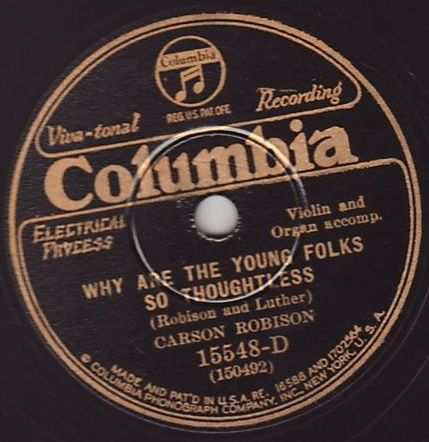
Why Are The Young Folks So Thoughtless, Columbia 192?
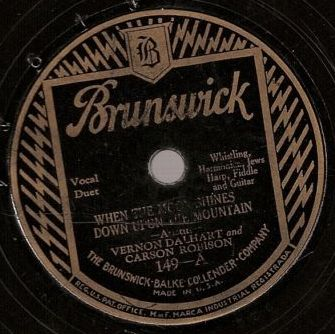
When The Moon Shines Down Upon the Mountain, Brunswick 192?
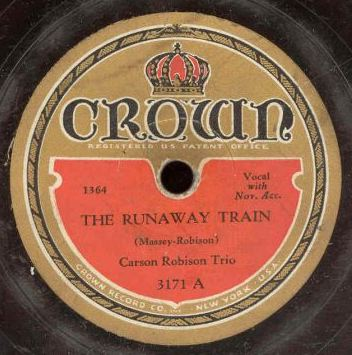
The Runaway Train, Crown 192?
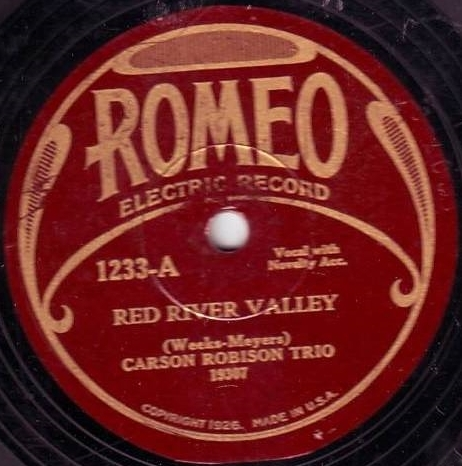
Red River Valley, Romeo 192?

| Jahr                                      | Titel                                                                                | #             | Anmerkungen                  |
| ----------------------------------------- | ------------------------------------------------------------------------------------ | ------------- | ---------------------------- |
| OKeh Records                              |                                                                                      |               |                              |
|                                           |                                                                                      |               |                              |
| Gennett Records                           |                                                                                      |               |                              |
|                                           | Nola / Whistle-Itis                                                                  | 6070          |                              |
| Conqueror Records als Carson Robison Trio |                                                                                      |               |                              |
|                                           | My Blue Ridge Mountain Home / Golden Slippers                                        | 7062          |                              |
|                                           | Red River Valley / I’m Just a Black Sheep                                            | 7492          |                              |
|                                           | Little Sweetheart of the Prairie / Little Sweetheart of the Mountains                | 7710          |                              |
|                                           | They Cut Down the Old Pine Tree / She Was Bred in Old Kentucky                       | 7732          |                              |
|                                           | When The Bloom Is on the Sage / Just Break the News to Mother                        | 7733          |                              |
| Challenge Records als Carson Robison Trio |                                                                                      |               |                              |
|                                           | Oklahoma Charlie / ?                                                                 | 783           |                              |
|                                           | My Pretty Quadroon / ?                                                               | 785           |                              |
|                                           | ? / Frankie and Johnny                                                               | 875           |                              |
|                                           | His Old Cornet / ?                                                                   | 883           |                              |
|                                           | The Prison Fire / ?                                                                  | 895           |                              |
|                                           | Moonlight on the Colorado / I’m Drifting Back to Dreamland                           | 897           |                              |
| Columbia Records                          |                                                                                      |               |                              |
|                                           | Ohio Prison Fire / Why Are the Young Folks So Thoughtless                            | 15548-D       |                              |
|                                           | Abraham / ?                                                                          | 15627-D       | A-Seite mit Phil Crow        |
|                                           | ? / Carry Me Back to the Mountains                                                   | 15768-D       |                              |
|                                           | Old Familiar Tunes / ?                                                               | 15773-D       |                              |
|                                           | Darling Nellie Gray / First Two Ladies Cross Over                                    | 36018         | als Carson Robison Oldtimers |
|                                           | Oh Susanna / Buffalo Boy Go ’Round the Outside                                       | 36019         | als Carson Robison Oldtimers |
|                                           | Dive for the Oyster / Dive for the Oyster, Part 2                                    | 36020         | als Carson Robison Oldtimers |
|                                           | Possum in the Simmon Tree / Little Brown Jug                                         | 36021         | als Carson Robison Oldtimers |
| Brunswick Records                         |                                                                                      |               |                              |
|                                           | I Tore Up Your Picture When You Said Goodbye / ?                                     | 262           |                              |
|                                           | Naw, I Don’t Wanna Be Rich / So I Joined the Navy                                    | 442           |                              |
| Regal Records                             |                                                                                      |               |                              |
|                                           | Naw, I Don’t Wanna Be Rich / Never Leave Your Gal Too Long                           | 10101         | als Carson Robison Trio      |
| Victor Records                            |                                                                                      |               |                              |
|                                           | Naw, I Don’t Wanna Be Rich / Don’t You Believe It                                    | VI4040226     |                              |
| Vocalion Records                          |                                                                                      |               |                              |
|                                           | That Old Swiss Charlet in the Rockies                                                | 2952          |                              |
|                                           | Tough Pickin’ / Twilight Echoes                                                      | mit Roy Smeck |                              |
| Bluebird Records                          |                                                                                      |               |                              |
|                                           | So I Joined the Navy / Sleepy Rio Grande Waltz                                       | 8681          |                              |
|                                           | Going Back to Texas / Naw, I Don’t Wanna Be Rich                                     | 8712          |                              |
|                                           | Mussolini’s Letter to Hitler / Hitler’s Reply to Mussolini                           | B-11459       |                              |
|                                           | The Old Gray Mare Is Back Where She Used to Be / I’m Goin’ Back to Where I Come From | 30-0808       |                              |
|                                           | A Ramblin’ Cowboy / Just Wait and See                                                | 33-0509       |                              |
| RCA Victor                                |                                                                                      |               |                              |
|                                           | Herohito’s Letter to Hitler / Hitler’s Reply to Herohito                             | 20-1665       |                              |
|                                           | A Hundred Years from Now / There’s No More Feudin’ in the Mountains                  | 20-1694       |                              |
|                                           | Irish Washerwoman / Spanish Cavallero                                                | 20-1830       |                              |
|                                           | Solomon Levi / Comin’ Round the Mountains                                            | 20-1831       |                              |
|                                           | Jingle Bells / Paddy Dear                                                            | 20-1832       |                              |
|                                           | Turkey in the Straw / Golden Slippers                                                | 20-1833       |                              |
| MGM Records                               |                                                                                      |               |                              |
| 1948                                      | Life Gets Tee-Jus, Don’t It? / Wind in the Mountains                                 | 10224         |                              |
|                                           | Store Bought Teeth / Life Is a Beautiful Thing                                       | 11200         |                              |
|                                           | I’m No Communist / ?                                                                 | 11293         |                              |
|                                           | Awkward Situations / Kust Azy                                                        | 11837         |                              |
| 1956                                      | Rockin’ and Rollin’ with Grandma (On Saturday Night) / Hand Me Down My Walkin’ Cane  | 12266         |                              |

## Auszeichnungen
- 1971: Aufnahme in die Country Music Hall of Fame
- 1971: Aufnahme in die Nashville Songwriters Hall of Fame
- 2001: Aufnahme in die Western Music Association Hall of Fame
- Aufnahme in America’s Old Time Country Music Hall of Fame